# HD 102272
HD 202272は、しし座の方角に約1,200光年の位置にあるK型の巨星である。2008年の時点で2つの太陽系外惑星が知られている。

## 惑星系
2008年6月、周囲を公転する2つの太陽系外惑星の発見が公表された。これらは、ホビー・エバリー望遠鏡を用いて視線速度法で発見された。視線速度のデータは、内側の惑星（HD 102272 b）の存在を明瞭に示唆していた。また別の惑星の存在の証拠もあったが軌道を確定するに十分なデータは得られなかった。
| 名称 （恒星に近い順） | 質量          | 軌道長半径 （天文単位） | 公転周期 (日) | 軌道離心率  | 軌道傾斜角 | 半径 |
| --------------------- | ------------- | ----------------------- | ------------- | ----------- | ---------- | ---- |
| b                     | >5.9 ± 0.2 MJ | 0.614 ± 0.001           | 127.58 ± 0.30 | 0.05 ± 0.04 | —          | —    |
| c                     | >2.6 ± 0.4 MJ | 1.57 ± 0.05             | 520 ± 26      | 0.68 ± 0.06 | —          | —    |